# Řády, vyznamenání a medaile Afghánistánu

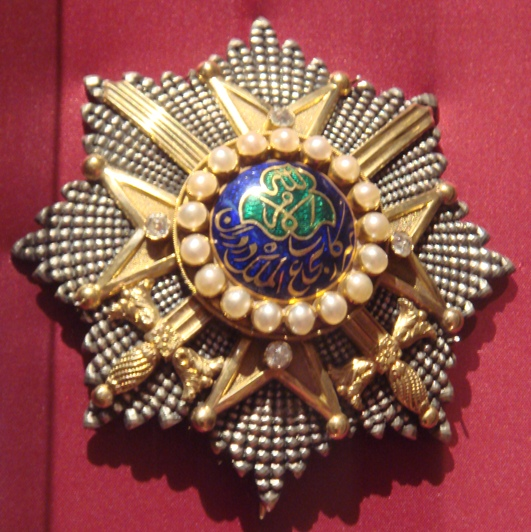
Hvězda Řádu Durránské říše

Podle zdrojů zabývajících se afghánskými vyznamenáními se údaje o afghánských královských vyznamenáních často rozchází a obsahují chyby v důsledku neustále se měnících způsobů přepisu afghánských jmen a také kvůli množství revolucí a válečných konfliktů, během nichž docházelo ke ztrátě záznamů. Ke zmatku ohledně afghánských řádů přispívá i neustále se měnící stuhy i vzhled jednotlivých vyznamenání. Situaci zhoršuje i skutečnost, že obchodníci ze starožitnostmi nezřídka nabízí v aukcích afghánské řádové odznaky připevněné k nesprávným stuhám. V počátcích vytváření systému afghánských vyznamenání v 19. století si nositelé afghánských řádů sami vybírali stuhy k těmto oceněním, a tak neexistují žádné „správné“ stuhy afghánských vyznamenání z tohoto nejranějšího období. Ani pravidla pro udílení královských řádů nebyla pevně stanovena, z větší části záleželo na přízni panovníka. Také kvalita provedení i kvalita materiálu se u jednotlivých exemplářů výrazně liší.
Po pádu afghánské monarchie v roce 1973 a vpádu Sovětského svazu do země, který zde pomohl vytvořit komunistickou vládu, nový režim otrocky přijal model socialistických vyznamenání. Mnoho nově založených řádů z tohoto období se vzhledově i pojmenováním podobá svému sovětskému vzoru.

## Afghánský emirát (1823–1926) a Afghánské království (1926–1973)
- Řád Durránské říše byl založen roku 1839 a udílen byl do roku 1842. Udílen byl afghánským i zahraničním důstojníkům za činy na podporu Šáha Šudžá.[2][3]
- Řád nejvyššího slunce – Přesné datum založení řádu není jisté. Udílen byl do roku 1973, kdy padla afghánská monarchie. Udílen byl občanům Afghánistánu i cizincům za zásluhy o stát a také jako diplomatický řád.[4][5]
- Řád hvězdy byl založen přibližně v roce 1920. Udílen byl do roku 1973, kdy padla afghánská monarchie, za loajální služby národu.[6][7]

- Řád věrnosti
- Řád vůdce byl založen roku 1911. Udílen byl do pádu afghánské monarchie v roce 1973 za vynikající vojenskou službu.[8][9]
- Řád Velkého Chána byl založen roku 1919. Udílen byl za vlastenecké zásluhy.[10]
- Řád nezávislosti byl založen roku 1911. Udílen byl do pádu afghánské monarchie v roce 1973.[11]
- Řád za statečnost byl založen roku 1919 za statečnost v boji proti nepříteli.[12]
- Řád vlasti byl založen roku 1920.
- Řád kultury byl založen dne 6. září 1960. Udílen byl za významný přínos k rozvoji vědy a kultury v Afghánistánu.

## Afghánská demokratická republika (1979–1992)

### Řády
- Řád hvězdy (د ستوري امر) byl založen dne 24. prosince 1980 a udílen byl do roku 1992.[13] Udílen byl za výjimečnou osobní odvahu, nebojácnost v bojové situaci, za vynikající organizaci a vedení bojových operací.[14]
- Řád rudého praporu (د سره بینر امر) byl založen dne 24. prosince 1980 a udílen byl do roku 1992.[15] Udílen byl za činy v bojové akci v život ohrožující situaci či za vynikající bojové vedení vojenských jednotek a formací.[16]
- Řád Saurové revoluce (د سوري انقلاب) byl založen dne 24. prosince 1980 a udílen byl do roku 1992.[17] Udílen byl za zvláštní zásluhy při revoluci, o obranu vlasti a za posílení přátelství mezi národy.[18]
- Řád přátelství mezi národy (د خلکو د دوستۍ امر) byl založen dne 24. prosince 1980 a udílen byl do roku 1992.[19] Udílen byl za vynikající práci při prosazování a posilování bratrského přátelství mezi všemi národy v Afghánistánu.[20]
- Řád slunce svobody (د آزادۍ د امر) byl založen dne 16. října 1981 a udílen byl do roku 1992.[21] Udílen byl za rozvoj přátelství a spolupráce mezi národnostními skupinami v Afghánistánu i mezi Afghánistánem a dalšími zeměmi a za rozvoj v sociální a politické oblasti.[22]
- Řád slávy (د عظمت امر) byl založen dne 16. října 1981 a udílen byl do roku 1992. Udílen byl za vynikající státní a sociální aktivity, za velké úspěchy v rozvoji národní kultury, literatury a umění, za zvláště plodnou činnost při vzdělávání státních zaměstnanců a za bezvadnou práci ve státní správě zaměřené na všestranný rozvoj.[23][24]
- Řád za statečnost (د زړورتیا امر) byl založen dne 29. října 1985 a udílen byl do roku 1992.[25] Udílen byl za osobní odvahu v bitvě, v případě vojenských jednotek a formací za úspěšné splnění bojové operace.[26]
- Hrdina Demokratické republiky Afghánistán (افغانستان دیموکراتیک جمهوریت اتل) – Tento čestný titul byl založen dne 9. srpna 1986 a udílen byl do roku 1992.[27] Udílen byl za hrdinské činy ve jménu ochrany ideálů saurové revoluce, svobody, územní celistvosti a nezávislosti Afghánské demokratické republiky a za vynikají přínos k posílení obrany státu.[28]
- Řád práce
- Řád Mohammada Tarzího[29]
- Řád Ahmada Šáha

### Medaile
- Medaile pohraniční stráže

- Medaile Mohammada Akbar Chána

## Islámský stát Afghánistán (1996–2001)
Z období Islámského státu Afghánistán nejsou známa žádná státní vyznamenání.

## Islámský emirát Afghánistán (1996–2001)
Z období Islámského emirátu Afghánistán nejsou známa žádná státní vyznamenání.

## Afghánská islámská republika (2004–2021)
- Státní řád gaziho emíra Amanulláha Chána